# اورو (جمهوری آلتای)
اورو (به لاتین: Oro) یک منطقهٔ مسکونی در روسیه است که در جمهوری آلتای واقع شده‌است.